# Schwimmeuropameisterschaften 1997
Die 23. Schwimmeuropameisterschaften fanden vom 19. August bis 24. August 1997 in Sevilla statt und wurden von der Ligue Européenne de Natation (LEN) veranstaltet.
Die Schwimmeuropameisterschaften 1997 beinhalteten Wettbewerbe im Schwimmen, Kunst- und Turmspringen, Synchronschwimmen und Freiwasserschwimmen. Die beiden Wasserballturniere fanden zum letzten Mal parallel zu den Schwimmeuropameisterschaften statt.

## Beckenschwimmen

### Ergebnisse Männer
| Wettbewerb                 | Gold                                                                       | Gold       | Silber                                                                                  | Silber   | Bronze                                                                             | Bronze   |
| -------------------------- | -------------------------------------------------------------------------- | ---------- | --------------------------------------------------------------------------------------- | -------- | ---------------------------------------------------------------------------------- | -------- |
| 50 m Freistil              | Alexander Popow Russland                                                   | 22.30      | Mark Foster Großbritannien                                                              | 22.53    | Julien Sicot Frankreich                                                            | 22.78    |
| 100 m Freistil             | Alexander Popow Russland                                                   | 49.09      | Lars Frölander Schweden                                                                 | 49.51    | Oleg Ruklevich Weißrussland                                                        | 49.84    |
| 200 m Freistil             | Paul Palmer Großbritannien                                                 | 1:48.85    | Massimiliano Rosolino Italien                                                           | 1:49.02  | Béla Szabados Ungarn                                                               | 1:49.98  |
| 400 m Freistil             | Emiliano Brembilla Italien                                                 | 3:45.96    | Massimiliano Rosolino Italien                                                           | 3:48.11  | Paul Palmer Großbritannien                                                         | 3:50.03  |
| 1500 m Freistil            | Emiliano Brembilla Italien                                                 | 14:58.65   | Igor Snitko Ukraine                                                                     | 15:07.85 | Denis Zavgorodniy Ukraine                                                          | 15:19.28 |
| 100 m Rücken               | Martin López-Zubero Spanien                                                | 55.71      | Eithan Urbach Israel                                                                    | 55.88    | Wladimir Selkow Russland                                                           | 55.97    |
| 200 m Rücken               | Wladimir Selkow Russland                                                   | 1:59.21    | Emanuele Merisi Italien                                                                 | 1:59.63  | Ralf Braun Deutschland                                                             | 1:59.91  |
| 100 m Brust                | Aleksandr Hukow Weißrussland                                               | 1:02.17    | Károly Güttler Ungarn                                                                   | 1:02.23  | Daniel Málek Tschechien                                                            | 1:02.27  |
| 200 m Brust                | Aleksandr Hukow Weißrussland                                               | 2:13.90    | Andrei Kornejew Russland                                                                | 2:14.40  | Daniel Málek Tschechien                                                            | 2:14.74  |
| 100 m Schmetterling        | Lars Frölander Schweden                                                    | 52.85      | Denys Sylantjew Ukraine                                                                 | 53.27    | Franck Esposito Frankreich                                                         | 53.28    |
| 200 m Schmetterling        | Franck Esposito Frankreich                                                 | 1:57.24    | Denys Sylantjew Ukraine                                                                 | 1:58.48  | Stephen Parry Großbritannien                                                       | 1:58.78  |
| 200 m Lagen                | Marcel Wouda Niederlande                                                   | 2:00.77    | Xavier Marchand Frankreich                                                              | 2:01.08  | Jani Sievinen Finland                                                              | 2:02.12  |
| 400 m Lagen                | Marcel Wouda Niederlande                                                   | 4:15.38    | Frederik Hviid Spanien                                                                  | 4:19.68  | Robert Seibt Deutschland                                                           | 4:20.43  |
| 4 × 100 m Freistil Staffel | Russland Alexander Popow Roman Jegorow Denis Pimankow Wladimir Pyschnenko  | 3:16.85 ER | Deutschland Alexander Lüderitz Steffen Zesner Christian Tröger Torsten Spanneberg       | 3:18.33  | Niederlande Bram van Haandel Martijn Zuijdweg Mark Veens Pieter van den Hoogenband | 3:20.82  |
| 4 × 200 m Freistil Staffel | Großbritannien Paul Palmer Andrew Clayton Gavin Meadows James Salter       | 7:17.56    | Niederlande Pieter van den Hoogenband Mark van der Zijden Martijn Zuijdweg Marcel Wouda | 7:17.84  | Deutschland Lars Conrad Christian Keller Stefan Pohl Steffen Zesner                | 7:18.86  |
| 4 × 100 m Lagen Staffel    | Russland Wladimir Selkow Andrei Kornejew Wladislaw Kulikow Alexander Popow | 3:39.67    | Deutschland Ralf Braun Jens Kruppa Thomas Rupprath Christian Tröger                     | 3:41.47  | Polen Mariusz Siembida Marek Krawczyk Marcin Kaczmarek Bartosz Kizierowski         | 3:42.20  |

### Ergebnisse Frauen
| Wettbewerb                 | Gold                                                                       | Gold    | Silber                                                                              | Silber  | Bronze                                                                                     | Bronze  |
| -------------------------- | -------------------------------------------------------------------------- | ------- | ----------------------------------------------------------------------------------- | ------- | ------------------------------------------------------------------------------------------ | ------- |
| 50 m Freistil              | Natalja Meschtscherjakowa Russland                                         | 25.31   | Sandra Völker Deutschland                                                           | 25.43   | Therese Alshammar Schweden                                                                 | 25.78   |
| 100 m Freistil             | Sandra Völker Deutschland                                                  | 55.38   | Martina Moravcová Slowakei                                                          | 55.46   | Antje Buschschulte Deutschland                                                             | 55.50   |
| 200 m Freistil             | Michelle Smith de Bruin Irland                                             | 1:59.93 | Nadeschda Tschemesowa Russland                                                      | 1:59.97 | Camelia Potec Rumänien                                                                     | 2:00.17 |
| 400 m Freistil             | Dagmar Hase Deutschland                                                    | 4:09.58 | Michelle Smith de Bruin Irland                                                      | 4:10.50 | Kerstin Kielgass Deutschland                                                               | 4:10.89 |
| 800 m Freistil             | Kerstin Kielgass Deutschland                                               | 8:34.41 | Carla Geurts Niederlande                                                            | 8:36.14 | Jana Henke Deutschland                                                                     | 8:39.93 |
| 100 m Rücken               | Antje Buschschulte Deutschland                                             | 1:01.74 | Roxana Mărăcineanu Frankreich                                                       | 1:01.84 | Sandra Völker Deutschland                                                                  | 1:02.23 |
| 200 m Rücken               | Cathleen Rund Deutschland                                                  | 2:11.56 | Antje Buschschulte Deutschland                                                      | 2:12.05 | Roxana Mărăcineanu Frankreich                                                              | 2:12.06 |
| 100 m Brust                | Ágnes Kovács Ungarn                                                        | 1:08.08 | Switlana Bondarenko Ukraine                                                         | 1:08.87 | Brigitte Becue Belgien                                                                     | 1:09.42 |
| 200 m Brust                | Ágnes Kovács Ungarn                                                        | 2:24.90 | Alicja Pęczak Polen                                                                 | 2:28.04 | Brigitte Becue Belgien                                                                     | 2:28.90 |
| 100 m Schmetterling        | Mette Jacobsen Dänemark                                                    | 59.64   | Martina Moravcová Slowakei                                                          | 59.74   | Johanna Sjöberg Schweden                                                                   | 1:00.07 |
| 200 m Schmetterling        | María Peláez Spanien                                                       | 2:10.25 | Michelle Smith de Bruin Irland                                                      | 2:10.88 | Mette Jacobsen Dänemark                                                                    | 2:11.97 |
| 200 m Lagen                | Oxana Werewka Russland                                                     | 2:14.74 | Martina Moravcová Slowakei                                                          | 2:15.02 | Yana Klochkova Ukraine                                                                     | 2:15.03 |
| 400 m Lagen                | Michelle Smith de Bruin Irland                                             | 4:42.08 | Yana Klochkova Ukraine                                                              | 4:43.07 | Hana Černá Tschechien                                                                      | 4:44.05 |
| 4 × 100 m Freistil Staffel | Deutschland Katrin Meißner Simone Osygus Antje Buschschulte Sandra Völker  | 3:41.49 | Schweden Louise Jöhncke Josefin Lillhage Malin Svahnström Therese Alshammar         | 3:43.69 | Russland Swetlana Leschukowa Natalja Meschtscherjakowa Inna Jaizkaja Nadeschda Tschemesowa | 3:44.72 |
| 4 × 200 m Freistil Staffel | Deutschland Dagmar Hase Janina Götz Antje Buschschulte Kerstin Kielgass    | 8:03.59 | Schweden Louise Jöhncke Josefin Lillhage Johanna Sjöberg Malin Svahnström           | 8:04.53 | Dänemark Britt Raaby Berit Puggaard Mette Jacobsen Ditte Jensen                            | 8:07.26 |
| 4 × 100 m Lagen Staffel    | Deutschland Antje Buschschulte Sylvia Gerasch Katrin Meißner Sandra Völker | 4:07.73 | Russland Olga Kotschetkowa Olga Landik Swetlana Posdejewa Natalja Meschtscherjakowa | 4:09.04 | Großbritannien Sarah Price Jaime King Caroline Foot Karen Pickering                        | 4:10.31 |

## Freiwasserschwimmen

### Ergebnisse Männer
| Wettbewerb | Gold                    | Gold    | Silber                                                    | Silber  | Bronze               | Bronze |
| ---------- | ----------------------- | ------- | --------------------------------------------------------- | ------- | -------------------- | ------ |
| 5 km       | Alexei Akatjew Russland | 56:07   | Jewgeni Besrutschenko Russland                            | 56:14   | Luca Baldini Italien | 56:19  |
| 25 km      | Alexei Akatjew Russland | 5:05:00 | Christof Wandratsch Deutschland Stéphane Lecat Frankreich | 5:08:36 |                      |        |

### Ergebnisse Frauen
| Wettbewerb | Gold                     | Gold    | Silber                   | Silber  | Bronze                     | Bronze  |
| ---------- | ------------------------ | ------- | ------------------------ | ------- | -------------------------- | ------- |
| 5 km       | Peggy Büchse Deutschland | 1:00:51 | Valeria Casprini Italien | 1:00:52 | Rita Kovács Ungarn         | 1:01:06 |
| 25 km      | Rita Kovács Ungarn       | 5:21:58 | Valeria Casprini Italien | 5:23:28 | Edith van Dijk Niederlande | 5:25:58 |

## Kunst- und Turmspringen

### Ergebnisse Männer
| Wettbewerb   | Gold                                        | Silber                                     | Bronze                                          |
| ------------ | ------------------------------------------- | ------------------------------------------ | ----------------------------------------------- |
| 1 m          | Andreas Wels Deutschland                    | Holger Schlepps Deutschland                | Rafael Álvarez Spanien                          |
| 3 m          | Dmitri Sautin Russland                      | Andreas Wels Deutschland                   | Stefan Ahrens Deutschland                       |
| 10 m         | Jan Hempel Deutschland                      | Yaroslav Makogin Ukraine                   | Heiko Meyer Deutschland                         |
| 3 m Synchro  | Holger Schlepps Alexander Mesch Deutschland | José Luis Hidalgo Rubén Santos Spanien     | Donald Miranda Nicola Marconi Italien           |
| 10 m Synchro | Jan Hempel Michael Kühne Deutschland        | Igor Lukaschin Alexander Warlamow Russland | Frédéric Pierre Gilles Emptoz-Lacote Frankreich |

### Ergebnisse Frauen
| Wettbewerb    | Gold                                        | Silber                                        | Bronze                                    |
| ------------- | ------------------------------------------- | --------------------------------------------- | ----------------------------------------- |
| 1 m           | Wera Iljina Russland                        | Irina Laschko Russland                        | Dörte Lindner Deutschland                 |
| 3 m           | Julija Pachalina Russland                   | Wera Iljina Russland                          | Anna Lindberg Schweden                    |
| 10 m          | Olga Kristoforowa Russland                  | Annika Walter Deutschland                     | Switlana Serbina Ukraine                  |
| 3 m Synchron  | Claudia Bockner Conny Schmalfuß Deutschland | Irina Laschko Julija Pachalina Russland       | Julia Cruz Dolores Sáez de Ibarra Spanien |
| 10 m Synchron | Ute Wetzig Anke Piper Deutschland           | Julie Danaux Odile Arboles-Souchon Frankreich | Marion Reiff Anja Richter Österreich      |

## Synchronschwimmen
| Wettbewerb | Gold                                       | Silber                                   | Bronze                              |
| ---------- | ------------------------------------------ | ---------------------------------------- | ----------------------------------- |
| Einzel     | Olga Sedakowa Russland                     | Virginie Dedieu Frankreich               | Giovanna Burlando Italien           |
| Duett      | Olga Brusnikina Marija Kisseljowa Russland | Virginie Dedieu Myriam Lignot Frankreich | Giada Ballan Serena Bianchi Italien |
| Gruppe     | Russland                                   | Frankreich                               | Italien                             |

## Wasserball

### Ergebnisse Männer
| Wettbewerb | Gold   | Silber         | Bronze   |
| ---------- | ------ | -------------- | -------- |
| Mannschaft | Ungarn | BR Jugoslawien | Russland |

### Ergebnisse Frauen
| Wettbewerb | Gold    | Silber   | Bronze      |
| ---------- | ------- | -------- | ----------- |
| Mannschaft | Italien | Russland | Niederlande |

## Medaillenspiegel
| Medaillenspiegel | Medaillenspiegel             | Medaillenspiegel | Medaillenspiegel | Medaillenspiegel | Medaillenspiegel |
| Platz            | Land                         | G                | S                | B                | Gesamt           |
| ---------------- | ---------------------------- | ---------------- | ---------------- | ---------------- | ---------------- |
| 1                | Russland                     | 16               | 9                | 3                | 28               |
| 2                | Deutschland                  | 15               | 8                | 10               | 33               |
| 3                | Ungarn                       | 4                | 1                | 2                | 7                |
| 4                | Italien                      | 3                | 5                | 5                | 13               |
| 5                | Niederlande                  | 2                | 2                | 3                | 7                |
| 6                | Spanien                      | 2                | 2                | 2                | 6                |
| 7                | Irland                       | 2                | 2                | –                | 4                |
| 8                | Vereinigtes Königreich       | 2                | 1                | 3                | 6                |
| 9                | Belarus                      | 2                | –                | 1                | 3                |
| 10               | Frankreich                   | 1                | 7                | 4                | 12               |
| 11               | Schweden                     | 1                | 3                | 3                | 7                |
| 12               | Dänemark                     | 1                | –                | 2                | 3                |
| 13               | Ukraine                      | –                | 6                | 3                | 9                |
| 14               | Slowakei                     | –                | 3                | –                | 3                |
| 15               | Polen                        | –                | 1                | 1                | 2                |
| 16               | Israel BR Jugoslawien        | –                | 1                | –                | 1                |
| 18               | Tschechien                   | –                | –                | 3                | 3                |
| 19               | Belgien                      | –                | –                | 2                | 2                |
| 20               | Finnland Rumänien Österreich | –                | –                | 1                | 1                |